# Spektakel (Band)
Spektakel war eine norddeutsche Progressive-Rock-Band.

## Geschichte
Die Musiker Detlef Wiedeke (Gitarre), Werner Protzner (E-Bass) und Eduard Schicke (Schlagzeug) formierten sich 1969 in Oldenburg als Trio. Kurze Zeit später stieß der Gitarrist Heinz Fröhling dazu und Wiedeke wechselte an die Keyboards. Nachdem man mehrere Konzerte gegeben und 1974 eine (bis 1996 unveröffentlicht gebliebene) Platte aufgenommen hatte, löste sich die Gruppe wieder auf. Eduard Schicke und Heinz Fröhling gründeten daraufhin mit Gerd Führs die Band Schicke Führs Fröhling.

## Stil
Spektakel spielten klassischen Progressive Rock in der Tradition von King Crimson, Yes, Genesis und Gentle Giant. Die Kompositionen waren größtenteils überlang (bis zu 20 Minuten) und beinhalteten neben Instrumentalteilen und meistens von Detlef Wiedeke gesungen, kürzeren Gesangsparts auch ausufernde Improvisationen. Besonders live wurden die Stücke durch lange Soli in die Länge gestreckt, einige Konzerte der Band sollen bis zu fünf Stunden gedauert haben.

## Diskografie
- 1996: Spektakel (Album, Laser's Edge)